# FS作戦
FS作戦（FSさくせん）は、第二次世界大戦（大東亜戦争）中に計画された日本軍の作戦である。陸海軍中央協定で定められた作戦名称は「F作戦」。F作戦は、ニューカレドニヤ作戦（ニ号作戦またはNK作戦）、フィジー作戦（フ号作戦またはFI作戦）、サモア作戦（サ号作戦またはSA作戦）の総号呼称。米豪分断のためにフィジー、サモア方面への進攻を計画したが、使用予定の空母をMI作戦で失ったため、基地航空部隊を使用する案に変更されて延期し、後に中止された。

## 計画
陸海軍中央協定に定められた作戦目的は、「『ニューカレドニヤ』『フィジー』諸島及『サモア』諸島要地を攻略して米豪間の連絡遮断を強化すると共に該方面よりする敵の反撃企図を封殺するに在り」である。米豪遮断によってオーストラリア脱落を促進しようというものだった。
作戦は、まずニューカレドニアに奇襲上陸し、次いでフィジー諸島、サモア諸島に急襲上陸し、ヌウメア、スパ、パゴパゴなどの要地を攻略する。ニューカレドニア及びフィジー諸島の要地は攻略後確保し海軍の作戦基地を推進する。サモア諸島は要地攻略後は諸施設を破壊し、撤去あるいは確保する。連合艦隊が1942年4月13日に示した日程では、1942年7月8日ニューカレドニア攻略、18日フィジー攻略、21日サモア攻略であった。日本海軍の使用兵力は、第二艦隊、第一航空艦隊基幹と予定した。日本陸軍は、第17軍を編成し、ニューカレドニアに南海支隊（歩兵3大隊基幹）を、フィジーに軍司令官の指揮する歩兵5大隊基幹を、サモアに連隊長の指揮する歩兵1大隊をそれぞれ予定していた。日本軍は4月中旬ごろのこの方面の連合軍海上兵力を空母1～3隻、巡洋艦7隻（豪3、米4）基幹と推定していた。
1942年4月下旬にFS作戦を含む第二段作戦図演計画を作成配布して、5月1日から図上演習を行ったが、FS作戦計画立案の主担任であった連合艦隊航空参謀佐々木彰中佐は「第二期作戦であるミッドウェー作戦の研究に重点をおいた図演だったので、FS作戦はその概略だけを計画し、詳細はミッドウェー作戦後トラックに集結したとき、研究して決める予定であった」と戦後回想している。陸軍の計画は、5月5日の一木支隊の戦闘序列などにつき上奏した際に近くFS作戦に関する命令の允裁を仰ぐ所存であることを述べているため、5月上旬には完成に近づいていたと考えられる。
軍令部航空参謀三代辰吉中佐はミッドウェー作戦に反対しFS作戦を主張していたが、敵の大型機がハワイから支援可能なのに対し、日本は基地航空部隊の能力から付近の索敵ができないこと、攻略して敵の艦隊を誘い出し決戦すると言うが、相手は不利ならば他にも手があり出てこないであろうこと、ミッドウェーを取れても敵の艦隊がある限り確保できないこと、FS作戦で西から攻めれば敵の空母は出てくるし、ミッドウェーより容易であることが理由だったという。また、「オーストラリアを本拠地にして反撃されるのを防ぐため、ニューカレドニアをはじめ、できれば豪州北東一部占領する計画。陸軍がうんと言わず引っこめた」「フィジー、サモアまで手を出さずその辺を抑えれば補給を断ち攻撃して米豪を遮断する」と答えている。これに対し、連合艦隊作戦参謀三和義勇大佐は「フィジー方面の作戦に関し、軍令部側相当異論あるが如し。何れも妄論に近し。特に同方面に依り、米豪交通を遮断し得と考へるは、子供の議論なり。」と日記に残している。曽我清少尉は「日本はアメリカにとてもかなわないと言いながら開戦するとオーストラリアを取らないとダメと大言壮語している」「ここまでとらなきゃいかん、とったらここからやられるからまたここはいかんという、富岡さんや三代さんなんかは敵を知らず己を知らなかった」と戦後批判している。

## 経過
1942年（昭和17年）1月末、日本の陸海軍部作戦主務者は、米豪連絡遮断、南太平洋からの敵の反攻基地奪取のため、ニューカレドニア、フィジー、サモア攻略作戦を第二段作戦で実施することを合意した。
陸軍部は使用兵力を概定するなど下準備を進め始めた。海軍では、ミッドウェー作戦を主張する連合艦隊とFS作戦を主張する軍令部で対立があった。最終的に連合艦隊が歩み寄り、ニューカレドニア、フィジーは攻略確保し、サモアは連合艦隊司令長官山本五十六大将の意向で攻略、破壊後は引き上げる計画になった。陸海軍部で正式に合意に達して第二段作戦に組み入れられると、連合艦隊は本作戦をミッドウェー作戦に引き続き実施することとし、時期を7月と予定した。
1942年（昭和17年）4月28日、連合艦隊は関係者に作戦計画案を配布。その後、図上演習開始まで関係者は第一段作戦の戦訓研究会に出席していたため、作戦計画を深く研究する時間的余裕はなかった。戦艦「大和」において、28日から3日間、連合艦隊第一段階作戦戦訓研究会を実施、5月1日から4日間は第二段作戦の図上演習を実施、図上演習ではハワイ攻略まで行われた。実演は3日午後に終わり、3日夜と4日午前にその研究会を行い、4日午後からは第二期作戦に関する打ち合わせが行われた。図上演習では、連合艦隊参謀長宇垣纏中将が統監兼審判長兼青軍（日本軍）長官を務め、青軍の各部隊は該当部隊の幕僚が務め、赤軍（アメリカ軍）指揮官は戦艦「日向」艦長松田千秋大佐が務めた。爆撃、空戦などの審判官が規則に従って判決を下そうとしたとき、宇垣は日米の戦力係数を三対一にするように命じた。ニューカレドニア、フィジー攻略における図上演習では、MI作戦で沈没したはずの「加賀」を復活させて進行している。
1942年5月10日、珊瑚海海戦の結果を受け、ポートモレスビー攻略（MO作戦）を中止せざるを得なくなり、連合艦隊は「ポートモレスビー攻略作戦を第三期に延期す」と発令した。また連合軍がこの方面を重視し、有力な兵力を投入している兆候があったが、日本陸海軍はともにFS作戦を再検討した形跡はないため、これは先行するミッドウェー作戦で米空母を撃破できればFS作戦は容易であろうという判断があったという意見もある。ポートモレスビー攻略を目指したMO作戦はポートモレスビーの戦略的重要性から陸海軍はニューカレドニア攻略に呼応し、ポートモレスビー攻略作戦を再興することにし、5月18日、軍令部はFS作戦間に再び実施することに改め、FS作戦と第二次MO作戦を指示した。
5月18日、大海令第十九号を発令。
1. 連合艦隊司令長官は第十七軍司令官と協同し「ニューカレドニア」「フィジー」諸島及「サモア」諸島方面の要地を攻略し敵の主要根拠地を覆滅すべし。
2. 細項に関しては軍令部総長をして指示せしむ。

6月、日本海軍はMI作戦中のミッドウェー海戦で空母4隻を失う。そのため、攻勢の中核兵力がなくなって次期作戦開始は遅らせざるを得なくなり、軍令部はかねてから主張していたFS作戦が次期作戦に適当と考えた。この作戦ならば、基地航空部隊を使えば実施できると考え、予定より二か月遅れ程度ですむと判断していた。6月7日、軍令部は陸軍作戦課長と協議し、FS作戦開始時期約二か月延期で一致した。6月11日、軍令部総長は連合艦隊司令長官に対し、大海指第百三号で「大海指第九十八号及同第九十九号に依るF作戦及MO作戦開始の時期を当分の間延期す」と指示した。
6月13日、軍令部は「当面ノ作戦指導方針」を作成し、その中には「9月中旬頃F作戦を実施す 本作戦実施の為速に「ツラギ」方面陸上基地を整備し（8月上旬迄に整備可能の見込）次で「ニューヘブライズ」方面の陸上基地を攻略し航空兵力を進出せしむ」とある。16日、この方針案に基づき戦艦「大和」において打ち合わせが行われた。18日、軍令部から陸軍に「F作戦は二ヶ月遅れて九月初め開始して実施する」と伝えられた。22日、次期作戦の再検討を行った連合艦隊の作戦参謀三和義勇大佐と政務参謀藤井茂中佐が軍令部に出頭して打ち合わせを行い、作戦指導方針を説明した。F作戦に関しては「NKは基地航空部隊を使用し確実にとれる　F・Sはとる確実なる目算なし　従ってF・Sは取止めのことに考慮あり度（本件長官の意向）」とある。これは従来から大きな方針転換であり、これまでの5月18日の大本営指示による作戦方針では敵航空兵力を撃滅する主兵は機動部隊であったが、ミッドウェー海戦の戦訓から機動部隊をもって陸上航空基地へ攻撃するのは危険と認め、FS作戦は基地航空部隊の傘の下に作戦を進めようとした。この方法ではフィジー及びサモア諸島の攻略は困難であり、連合艦隊は取りやめを要望したが、軍令部は同意せず、両者とも再検討するとしてその打ち合わせを終えた。
7月1日、連合艦隊はFS作戦の取りやめを可とする意見に達した。以前から懸念していた航空機の生産状況が遂に消耗が補給量を上回り、これが所望高まで引き上げない限り実施するべきではないという結論に至ったからだった。7月5日、連合艦隊は軍令部に中止したい旨を伝え、6日に軍令部も中止に決して7日に三和参謀に正式に通告し、陸軍にも主として航空の関係から実施できない旨を伝えて了承を得た。11日、軍令部総長は中止を上奏。同日、大海令二十号を発令。「大海令第十八号に基く連合艦隊司令長官の「ミッドウェイ」島攻略及大海令第十九号に基く連合艦隊司令長官の「ニューカレドニア」「フィジー」諸島並に「サモア」諸島方面要地攻略の任務を解く」と発し、同作戦の中止が指示された。しかしポートモレスビーの攻略は将来FS作戦を実施するため、また南東方面航空戦激化の現状を改善するため、実施する必要があり、検討が続けられた。

## 関連文献
- 千早正隆『日本海軍の驕り症候群』 下、中央公論社〈中公文庫〉、1997年。ISBN 4122029937。
- 戸高一成 編『「証言録」海軍反省会』 3巻、PHP研究所、2012年。ISBN 9784569801148。
- 防衛庁防衛研究所戦史室 編『ミッドウェー海戦』朝雲新聞社〈戦史叢書43〉、1971年。